# Attila the Stockbroker
Джон Бэйн (англ. John Baine, 21 октября 1957 года, Саутвик, Западный Эссекс, Англия), более известный под псевдонимом Attila the Stockbroker, — британский фолк-панк-музыкант и поэт, один из основателей Oi!-направления в современной поэзии, известного как «рантинг». Бэйн, выступавший в последнее время с группой Barnstormer, первую известность получивший в начале 1980-х годов, став участником второй волны британского панк-рока. Attila the Stockbroker дал более 2500 концертов, опубликовал 5 поэтических сборников и выпустил в общей сложности 29 пластинок (альбомов и синглов).

## Биография
Бэйн вышел на сцену в 1980 году: источником вдохновления для него послужили DIY-принципы панк-рока и прежде всего творчество The Clash. Поначалу он выступал в перерывах между выступлениями групп, аккомпанируя себе на мандолине. В числе групп, выступления которых он предварял, были The Jam, The Alarm, Newtown Neurotics, New Model Army. В свою очередь, Manic Street Preachers однажды выступили в первом отделении концерта Attila the Stockbroker в Университете Суонси.
Важное место в его творчестве 1980-х годов занимала «русская» тема (в своих стихотворениях он высмеивал страхи холодной войны, культвировавшиеся в годы правления Тэтчер: «Russians in the DHSS», «Russians in McDonald’s» и др.); а также сюрреалистический сериал про Найджела (Nigel wants to go to C&A').

## Дискография

### Альбомы
- 1983 — Ranting at the Nation LP (Cherry Red Records)
- 1984 — Sawdust and Empire LP (Anagram Records)
- 1987 — Libyan Students from Hell! LP (Plastic Head)
- 1988 — Scornflakes LP (Probe Plus)
- 1990 — Live at the Rivoli LP (Festival)
- 1991 — Donkey’s Years CD/LP (Musidisc)
- 1992 — This Is Free Europe CD/LP (Terz)
- 1999 — Poems Ancient & Modern CD (Roundhead/Mad Butcher)
- 1999 — The Pen & The Sword CD (Roundhead/Mad Butcher)
- 1993 — 668-Neighbour of the Beast CD (Larrikin)
- 1993 — Live auf St.Pauli CD (Terz)
- 2003 — Live in Belfast' (Roundhead)

### Кассеты
- 1981 — Phasing Out Capitalism (No Wonder)
- 1993 — Attila the Stockbroker’s Greatest Hits (Roundhead)

### EP
- 1982 — Rough, Raw and Ranting EP (Radical Wallpaper)
- 1982 — Cocktails EP (Cherry Red)
- 1984 — Radio Rap! EP (Cherry Red)
- 1984 — Livingstone Rap! EP (Cherry Red Ken)

## Совместные работы
С Джоном Отвэем
- 1991 — Cheryl — a Rock Opera (Strikeback)

Barnstormer
- 1995 — Barnstormer (кассета, Roundhead Records)
- 1995 — Sarajevo EP (Mad Butcher)
- 1996 — The Siege of Shoreham (CD/cass, Roundhead Records)
- 1998 — Live in Hamburg (кассета, Roundhead Records)
- 1999 — The Siege of Shoreham (CD, Puffotter Platten; LP — East Side Records)
- 2000 — Just One Life (Roundhead Records)
- 2004 — Zero Tolerance (Roundhead Records)
- 2004 — Baghdad Ska (сплит с Bomb Factory, Repeat Records)

Seagulls Ska
- 2005 — Tom Hark (We Want Falmer) EP (# 17 UK Top 40)